# レイチュンセッチャー大仏
座標: 北緯22度04分49秒 東経95度17分22秒 / 北緯22.080207度 東経95.289359度
レイチュンセッチャー大仏（レイチュンセッチャーだいぶつ、ビルマ語: လေးကျွန်းစင်္ကြာ、Laykyun Setkyar）はミャンマー、モンユワ近郊のKhatakan Taung村にある像高116mの立像である。像本体の高さは世界一（関連項目参照）。台座の高さは13.5ｍで像本体と合わせた高さは、129.5mである。この高さは、インドにある統一の像(全高240m)、中華人民共和国にある魯山大仏(全高208m)に次いで、立像として世界で3番目に高い。1996年に建設に着工し、2008年2月21日に竣工した。